# Vârful Roșu, Munții Iezer-Păpușa
Vârful Roșu este cel mai inalt  vârf ca altitudine din Masivul Iezer-Păpușa, Carpații Meridionali, având o altitudine de 2.469 metri.